# Sarah Waiswa
Pour les articles homonymes, voir Waiswa.
Sarah Waiswa est une photographe et portraitiste ougandaise vivant à Nairobi au Kenya.  En 2015, elle a été récompensée par les Uganda Press Photo Awards. En 2016, elle a également remporté le prix de la découverte des Rencontres de la photographie d'Arles, pour une série explorant la persécution des personnes atteintes d'albinisme en Afrique subsaharienne.

## Biographie
Sarah Waiswa est née en 1980 en Ouganda et vit à Nairobi, au Kenya. Elle a étudié la sociologie et la psychologie et est une photographe autodidacte.
Elle remporte le prix Découverte aux Rencontres de la photographie d'Arles en 2016 pour une série de photographies Stranger in a familiar land sur la persécution des albinos en Afrique.